# 2-я охранная дивизия (Словакия)
Вторая пехотная дивизия (позднее — 2-я охранная дивизия) — военное подразделение Первой Словацкой Республики, воевавшее на стороне вермахта во Второй мировой войне.

## История
После нападения Третьего рейха на СССР, 23 июня 1941 года Йозеф Тисо объявил войну СССР и отдал приказ о отправке на Восточный фронт экспедиционного корпуса.
26 июня 1941 года на Восточный фронт был отправлен Словацкий экспедиционный корпус, в состав которого вошли 1-я и 2-я словацкие пехотные дивизии.
Дивизия дислоцировалась на территории Западной Украины в тылу немецких войск. Первоначально она занималась уничтожением отдельных окруженных частей Красной армии, затем её подразделения вели активные операции против партизан, действовавших около Житомира.
В начале августа 1941 года 2-я пехотная дивизия была выведена в тыл и, 1 сентября 1941 года, переформирована в охранную дивизию (Zaistovacia Divizia). При этом, некоторые части были переданы в состав 1-й словацкой моторизованной дивизии. После преобразования в охранную дивизию, словацкая дивизия осталась в оперативном подчинении вермахта, однако решение административно-хозяйственных вопросов было поручено офицерам-словакам.
В дальнейшем, военнослужащие дивизии несли охранную службу и привлекались к борьбе с советскими партизанами. С течением времени среди солдат и офицеров усиливались нежелание воевать на стороне Третьего рейха и антифашистские настроения. В 1942 году возникла антифашистская организация, которую возглавил начальник штаба 101-го полка, капитан Ян Налепка. Имели место контакты солдат-словаков с подпольщиками и случаи перехода военнослужащих к советским партизанам.
В начале 1942 года к советским партизанам ушли 10 военнослужащих-словаков из расквартированного в Житомире 31-го артиллерийского полка 2-й охранной дивизии (командир 4-й батареи 31-го артполка поручик Павел Гайдош и 9 солдат). Перед уходом они подожгли полковые конюшни, в результате пожара погибли почти все находившиеся в конюшнях лошади.
В марте 1942 года в советский партизанский отряд, которым командовали А. Т. Михайловский и А. А. Жигарь перешёл военнослужащий дивизии Ян Мейер. В дальнейшем, он написал несколько писем к словацким солдатам из гарнизонов Мозыря, Копаткевичей, Калинковичей, Петрикова и Житковичей и некоторое время спустя партизаны получили ответ от словацких солдат из гарнизона в Капцевичах.
В начале августа 1942 года с советской подпольной организацией на Калинковичском железнодорожном узле начал сотрудничать ефрейтор 102-го полка, словак Михаил Фрига, служивший на полевой почте на станции Галевичи, он предоставлял информацию разведывательного характера, однако по просьбе командования партизанских отрядов продолжал службу (поскольку предоставляемая им информация о численности и деятельности немецко-полицейских гарнизонов по всей линии железной дороги была более ценной, чем дополнительный боец с винтовкой в каком-то из партизанских отрядов).
Позднее, в советский партизанский отряд им. А. В. Суворова перешёл взвод солдат-словаков во главе с командиром взвода Сорокой и заместителем командира взвода Андриком. После этого, в партизанский отряд, которым командовал А. И. Далидович, перешёл ещё один словацкий солдат - Штефан Тучек.
В августе 1942 года подрывники из отряда «Болотникова» (Глушко) заминировали железную дорогу около урочища Верболки на перегоне Копцевичи — Старушки, на установленной мине взорвалась дрезина, неожиданно отправленная перед немецким военным эшелоном с горючим, погибли все три находившиеся на дрезине солдата-словака.
15 сентября 1942 года в деревне Комаровичи в советский партизанский отряд А. Т. Михайловского перешли 33 словацких солдата.
В середине октября 1942 года в деревне Фастовичи к советским партизанам перешли ещё 48 словацких солдат.
В ноябре 1942 года на станции Белокоровичи (Житомирская область УССР) в партизанский отряд С. Ф. Маликова перешли с оружием 7 солдат-словаков, имевшие при себе 2 пулемёта и 5 винтовок.
3 ноября 1942 года чехословацкие антифашисты — военнослужащие 2-й словацкой пехотной дивизии помогли взорвать мост через реку Случь на железной дороге Брест — Лунинец — Гомель партизанам Минского соединения В. И. Козлова — они передали им схему немецких укреплений, во время атаки партизан открыли огонь по железнодорожной станции Птичь (блокировав находящийся там немецко-полицейский гарнизон), а затем с оружием перешли к партизанам 11 ноября 1942 года.
8 ноября 1942 года в районе города Лоев были подбиты и уничтожены две бронемашины OA vz.30.
Подразделение 101-го пехотного полка, которое несло охрану железной дороги на участке Житковичи — Калинковичи, оказало содействие партизанам во время операции по уничтожению 50-метрового железнодорожного моста через реку Бобрик (в результате подрыва которого движение поездов на этом участке было остановлено на неделю), а после боя за мост на сторону партизан перешли двадцать солдат-словаков под командованием сержанта Яна Микулы (в дальнейшем, Ян Микула и 15 перешедших вместе с ним солдат-словаков были зачислены в 125-ю партизанскую бригаду под командованием А. Т. Михайловского).
В декабре 1942 года в 125-ю партизанскую бригаду Полесского партизанского соединения перешёл ещё один военнослужащий словацкой охранной дивизии - ефрейтор Юрий Широхман (воевавший вместе с партизанами под именем "Юрка Словак").
В конце января 1943 ушёл к партизанам солдат-словак со станции Словеничи (после шести дней поисков он встретил разведку партизан в деревне Старый Фольварк и был зачислен в отряд). В дальнейшем, он убедил перейти к партизанам ещё 7 солдат-словаков из гарнизона в деревне Картыничи.
Весной 1943 года охранную дивизию передислоцировали в Белоруссию, в район Минска. Тем не менее, случаи перехода военнослужащих к советским партизанам продолжались.
В апреле 1943 года к советским партизанам перешла группа солдат-словаков.
15 мая 1943 года в районе деревни Ремезы (БССР) на сторону советских партизан перешёл начальник штаба 101-го пехотного полка капитан Ян Налепка с группой офицеров и солдат полка. 18 мая 1943 года в партизанском соединении А. Н. Сабурова был создан партизанский отряд из чехов и словаков. Оказавшись у партизан, чехословаки обратились с призывом к другим военнослужащим следовать за ними и переходить к советским партизанам. 8 июня 1943 года к партизанам присоединился словацкий солдат Мартин Корбеля, который приехал на танке LT vz.38 (серийный номер V-3024) — так советские партизаны получили исправный пушечный танк с двумя пулемётами и боекомплектом. Позднее танк пришлось взорвать, однако снятые с танка пулемёты ZB vz.37 продолжали использоваться.
Словацкие антифашисты разрабатывали план перехода 101-го полка на сторону партизан, однако немцы сумели узнать о этом замысле и внезапно перебросили полк на участок железнодорожной линии Мозырь — Овруч, а затем расформировали.
102-й пехотный полк, дислоцировавшийся на участке железной дороге Житковичи — Мозырь, также подвергался усиленной обработке партизанскими разведчиками. В результате, союзниками, информаторами и осведомителями партизан стали свыше 50 военнослужащих полка (в том числе, несколько офицеров).
23 августа 1943 года из немецкого гарнизона в Смолевичах Минской области БССР на сторону советских партизан перешли с оружием младший офицер Шатар Войтех и группа солдат-словаков 102-го словацкого полка, они принесли с собой 4 пулемёта, 23 винтовки, несколько автоматов, ручные гранаты и боеприпасы.
В 1943 году весь 102-й полк вместе с офицерами, взорвав объекты порученной ему охраны, перешёл на сторону украинских и белорусских советских партизан.
После этого, 1 ноября 1943 года в связи с участившимися случаями перехода военнослужащих дивизии к партизанам и нежелании участвовать в боях против советских войск 2-я охранная дивизия была разоружена, преобразована во 2-ю техническую дивизию и отправлена в Италию. Общая численность 2-й технической дивизии составляла около 4 тыс. военнослужащих.

## Организационная структура
Первоначально, в состав дивизии (около 6 тысяч человек) вошли: 101-й, 102-й пехотные, 31-й артиллерийский полки, 12-й разведывательный батальон.
Артиллерия находилась на конной тяге, лошади имелись и в других подразделениях дивизии.
В августе 1941 года 31-й артиллерийский полк и часть транспорта были переданы в состав 1-й словацкой моторизованной дивизии.
27 июня 1942 года дивизия получила шесть бронемашин OA vz.30 (в дальнейшем, 5 из них были уничтожены советскими партизанами).
30 августа 1942 г. дивизия получила роту из 7 танков LT-40.
В апреле 1943 года дивизия получила пять танков LT vz.38.